# Проклетство (ТВ серија)
Проклетство (енгл. The Haunting) америчка је телевизијска антологијска серија коју је створио Мајк Фланаган за Netflix. Прва серија, под насловом Проклетство куће Хил, приказана је 12. октобра 2018. године, а друга, под насловом Проклетство имања Блај, приказана је 9. октобра 2020. године. У обе серије глуме Оливер Џексон Коен, Хенри Томас, Карла Гуџино, Кејт Сигел и Викторија Педрети, али у другачијим улогама.
У децембру 2020. Фланаган је за Twitter изјавио да „нема планова за још поглавља” серије, али и додао да ће обавестити обожаваоце „ако се ствари промене”.

## Улоге
| Хенри Томас        | Хју Крејн (млади)                 | Хенри Вингрејв                         |
| Викторија Педрети  | Еленор „Нел” Крејн Венс (одрасла) | Данијела „Дани” Клејтон                |
| Оливер Џексон Коен | Лук Крејн (одрасли)               | Питер Квинт                            |
| Кејт Сигел         | Теодора „Тео” Крејн (одрасла)     | Вајола Вилоби / Жена из језера         |
| Карла Гуџино       | Оливија Крејн                     | Џејми Тејлор (старија) / Приповедачица |
| Кетрин Паркер      | Попи Хил                          | Пердита Вилоби                         |

## Епизоде
| Серија | Серија     | Епизоде | Епизоде | Оригинална објава | Оригинална објава |
| ------ | ---------- | ------- | ------- | ----------------- | ----------------- |
|        | Кућа Хил   | 10      | 10      | 12. октобар 2018. | 12. октобар 2018. |
|        | Имање Блај | 9       | 9       | 9. октобар 2020.  | 9. октобар 2020.  |

### Проклетство куће Хил(2018)
| Бр. еп. | Наслов                    | Редитељ       | Сценариста                  | Премијера         |
| ------- | ------------------------- | ------------- | --------------------------- | ----------------- |
| 1       | Стивен је видео дуга      | Мајк Фланаган | Мајк Фланаган               | 12. октобар 2018. |
| 2       | Отворени ковчег           | Мајк Фланаган | Мајк Фланаган               | 12. октобар 2018. |
| 3       | Додир                     | Мајк Фланаган | Лиз Фанг                    | 12. октобар 2018. |
| 4       | Веза близанаца            | Мајк Фланаган | Скот Косар                  | 12. октобар 2018. |
| 5       | Жена савијеног врата      | Мајк Фланаган | Мередит Аверил              | 12. октобар 2018. |
| 6       | Две олује                 | Мајк Фланаган | Мајк Фланаган и Џеф Хауард  | 12. октобар 2018. |
| 7       | Посмртно слово            | Мајк Фланаган | Чарис Кастро Смит           | 12. октобар 2018. |
| 8       | Трагови                   | Мајк Фланаган | Џеф Хауард и Ребека Клингел | 12. октобар 2018. |
| 9       | Хистерије                 | Мајк Фланаган | Мередит Аверил              | 12. октобар 2018. |
| 10      | Тишина је трајно утиснута | Мајк Фланаган | Мајк Фланаган               | 12. октобар 2018. |

### Проклетство имања Блај(2020)
| Бр. еп. | Наслов                          | Редитељ                     | Сценариста        | Премијера        |
| ------- | ------------------------------- | --------------------------- | ----------------- | ---------------- |
| 1       | Дивно место                     | Мајк Фланаган               | Мајк Фланаган     | 9. октобар 2020. |
| 2       | Ученик                          | Киран Фој                   | Џејмс Фланаган    | 9. октобар 2020. |
| 3       | Два лица, први део              | Киран Фој                   | Дајана Адему Џон  | 9. октобар 2020. |
| 4       | Како је до свега дошло          | Лијам Гавин                 | Лори Пени         | 9. октобар 2020. |
| 5       | Олтар мртвих                    | Лијам Гавин                 | Анџела Ламана     | 9. октобар 2020. |
| 6       | Весело ћоше                     | Јоланда Рамке и Бен Хаулинг | Ребека Ли Клингел | 9. октобар 2020. |
| 7       | Два лица, други део             | Јоланда Рамке и Бен Хаулинг | Близанци Кларксон | 9. октобар 2020. |
| 8       | Љубав неке одређене старе одеће | Аксел Керолин               | Лија Фонг         | 9. октобар 2020. |
| 9       | Звер у џунгли                   | Е. Л. Кац                   | Џулија Бикнел     | 9. октобар 2020. |